# Menachinon
Menachinon (MK) oder Vitamin K2 ist ein fettlösliches Vitamin, das als Vitamer zusammen mit Vitamin K1 zu den K-Vitaminen zählt. Es handelt sich um eine Gruppe an Substanzen, die als gemeinsames Grundgerüst eine 2-Methyl-1,4-naphthochinon-Struktur (Menadion) aufweisen. An dessen C3-Position ist eine Isoprenoid-Seitenkette unterschiedlicher Länge, weswegen sie auch MK-n bezeichnet werden (n für die Anzahl der Isoprenoid-Einheiten).
Vitamin K wird für die Synthese von Prothrombin, als Kofaktor im Osteocalcin-Stoffwechsel und Stoffwechsel der Matrix-Gla-Proteine benötigt. Namensgebend für die Vitamin-K-Gruppe war die indirekte Wirkung auf die Blutgerinnung (Koagulation).

## Aufbau
Bei den Menachinonen handelt es sich um eine Gruppe von Verbindungen, bei denen an der C3-Position des 2-Methyl-1,4-naphthochinon unterschiedlich lange Isoprenoid-Einheiten verknüpft sind. Die Anzahl dieser Einheiten wird mit n angezeigt (n = 4 bis 13), z. B. MK-7 oder MK-9. Die Isoprenoid-Einheiten der Seitenkette natürlicher Menachinone liegen als all-E-Form vor. Bei synthetisch erzeugten Menachinonen kann die Isomerie abweichen, was die biologische Wirksamkeit reduziert oder inaktiviert (z. B. bei der mono-cis-Form bei MK-7).
Manche Bakterien synthetisieren Menachinone, bei denen eine oder mehrere Isoprenoid-Einheiten gesättigt sind. Die zusätzliche Anzahl der Wasserstoffe wird mit einem Suffix gekennzeichnet, z. B. MK-8(H2) oder MK-9(H4).

## Vorkommen
Menachinone, insbesondere die Vertreter mit mittlerer oder langer Seitenkette (≥ MK-6), werden fast ausschließlich von fakultativen oder obligaten Anaerobiern synthetisiert. Je nach Bakterienstamm variiert die Anzahl der Isoprenoid-Einheiten. Auch bei vielen Archaeen wurden Menachinone nachgewiesen. MK-4 (Menatetrenon) wird nicht von Bakterien erzeugt, sondern aus mehreren anderen Formen von Vitamin K.
Es kann daher auch im Menschen im Zuge der Vitamin K-Verwertung gebildet werden.
| Lebensmittel  | MK-4 | MK-5 bis MK-9 |
| ------------- | ---- | ------------- |
| Nattō         | 0    | 1103          |
| Hartkäse      | 4,7  | 71,6          |
| Weichkäse     | 3,7  | 52,8          |
| Sauerkraut    | 0,4  | 4,4           |
| Schweinesteak | 2,1  | 1,6           |
| Eigelb        | 31,4 | 0,7           |
| Butter        | 15,0 | 0             |
| Salami        | 9,0  | 0             |
| Hähnchenbrust | 8,9  | 0             |
| Eiklar        | 0,9  | 0             |
| Makrele       | 0,4  | 0             |
| Schokolade    | 1,5  | 0             |
| Apfel         | 0    | 0             |
| Brokkoli      | 0    | 0             |
| Grünkohl      | 0    | 0             |
| Olivenöl      | 0    | 0             |

Es ist v. a. in tierischen Produkten enthalten, gerade die Leber enthält viel MK-4, MK-9 und MK-11. In Fleisch (Huhn) und Fleischprodukten kommt hauptsächlich MK-4 vor. Zudem findet es sich in (Frisch-)Käse oder Quark. Dies liegt daran, dass zur Fermentation dieser Milchprodukte Bakterien zugegeben werden, die hauptsächlich MK-7 (Bacillus, Bacillus subtilis var. natto), MK-8 (Laktobazillen) oder MK-9 (Propionibakterien) erzeugen. Die größte natürliche Quelle an Vitamin K2 stellt das aus fermentierten Sojabohnen bestehende japanische Nattō dar. Ferner ist auch Cheonggukjang, eine stark fermentierte Sojabohnenpaste aus Südkorea, reich an Vitamin K2. Bei Eiern tritt insbesondere MK-4 auf, ferner findet sich Vitamin K2 in Schokolade, Brot oder Gewürzen. Dagegen sind Fischprodukte Vitamin K2-arm, mit Ausnahme von Aal. Da Hefen im Gegensatz zu Bakterien keine Menachinone erzeugen, enthalten entsprechend fermentierte Produkte wie Bier kein Vitamin K2.
Zwar vermögen Bakterien des Mikrobioms im Darm MK-8 (Enterobakterien), MK-10 und MK-11 (Bacteroides) zu bilden, aber diese werden kaum aufgenommen, weil im Darm die zur Aufnahme nötigen Lipasen und Gallensäuren fehlen.

## Beschreibung
Vitamin K2 (Menachinon) ist nach Prüfung durch die europäische Aufsichtsbehörde EFSA im Jahr 2009 neben Vitamin K1 (Phyllochinon) zur Verwendung in europäischen Lebensmittel- und Nahrungsergänzungszubereitungen zugelassen. Ferner wurden positive Health Claims für Vitamin K veröffentlicht. Aufgrund unzureichender Dokumentation wurden eingereichte Health Claims bezüglich des Schutzes der Gefäße vor Arteriosklerose von der EFSA abgelehnt.

## Bedarf
Die EFSA gibt als empfohlene Tagesdosis (Adequate Intake) für alle Alters- und Geschlechtsgruppen eine Aufnahmemenge von 1 µg/kg Körpergewicht Phyllochinon an. Sie differenziert hierbei aber nicht weiter zwischen der Aufnahme von Vitamin K1 und K2. Anhand Referenzkörpergewichte empfiehlt die EFSA Säuglingen zwischen 7 und 11 Monaten täglich etwa 10 µg Vitamin K, bei Personen über 18 Jahren etwa 70 µg. Anfang des Jahres 2017 wurde diese bereits im Jahre 1993 formulierte Zufuhrempfehlung erneut bestätigt. Das Bundesinstitut für Risikobewertung (BfR) gibt ähnliche Werte für die D-A-CH-Region an, unterscheidet aber bei Jugendlichen und Erwachsenen nach Geschlecht. So werden von 15 bis 51 Jahren 70 µg (Männer) bzw. 60 µg (Frauen) empfohlen. Im Alter erhöht sich der Bedarf: Bei ab 65-Jährigen liegt die Tagesempfehlung bei 80 µg (Männer) bzw. 65 µg (Frauen). Schwangere und Stillende sollen 60 µg täglich einnehmen.
Das Bundesinstitut für Risikobewertung gibt eine Tagesverzehrempfehlung von Vitamin K2 in Nahrungsergänzungsmitteln von maximal 25 µg an. Zudem sollen Personen, die gerinnungshemmende Medikamente einnehmen, vor dem Verzehr von Vitamin K-haltigen Nahrungsergänzungsmitteln ärztlichen Rat einholen.
Eine tolerierbare obere Einnahmemenge (Tolerable Upper Intake Level) wurde aufgrund unzureichender Daten nicht abgeleitet.

## Biosynthese
Die mikrobielle Biosynthese von Menachinon ähnelt der Synthese von Vitamin K1 (Phyllochinon) in grünen Pflanzen und Algen:
- das aromatische Grundgerüst wird im Zuge des Shikimisäureweges gebildet, wichtiger Metabolit ist dabei das Chorismat.[12] Über mehrere Zwischenschritte entsteht daraus 1,4-Dihydroxy-2-naphthoat.

- die Isoprenoid-Seitenkette wird in Escherichia coli und anderen Bakterien über den Methylerythritolphosphatweg gebildet.[12] Hierbei kondensieren Isopentenylpyrophosphate an Dimethylallylpyrophosphat, wobei schließlich ein Polyprenylpyrophosphat (z. B. Octaprenylpyrophosphat) entsteht. In Lactococcus lactis wird die Seitenkette über den Mevalonatweg synthetisiert.[13]

- Schließlich kondensiert das Polyprenylpyrophosphat an den Aromaten, wodurch die Vorstufe 2-Demethylmenachinon entsteht. Nach Anlagerung der Methylgruppe aus SAM bildet sich daraus das Menachinon.[12]